# ارچنگ
ارچنگ، یکی از محلات شهر شاندیز شهرستان طرقبه شاندیز در استان خراسان رضوی ایران است. ارچنگ تا سال ۱۳۹۵ یکی از روستاهای شهرستان یاد شده بوده اما در این سال از تقسیمات کشوری حذف و جزئی از شهر شاندیز شده است.

## جمعیت
این روستا در شهر شاندیز قرار دارد و براساس سرشماری مرکز آمار ایران در سال ۱۳۸۵، جمعیت آن ۱٬۸۳۰ نفر (۵۲۳خانوار) بوده‌است.